# Česká extraliga v házené mužů 2025/2026
Sezóna 2025/2026 bude 33. ročníkem České extraligy, nejvyšší české ligové soutěže v házené mužů.
Titul z předchozího roku bude obhajovat tým HCB OKD Karviná, který ve finále porazil tým SSK Talent M.A.T. Plzeň poměrem 3:2 na zápasy. Bronzové medaile bude obhajovat tým HC Dukla Praha.

## Účastníci
V sezóně 2025/26 se České extraligy zúčastní 12 klubů. 